# Expedição Científica Rondon-Roosevelt

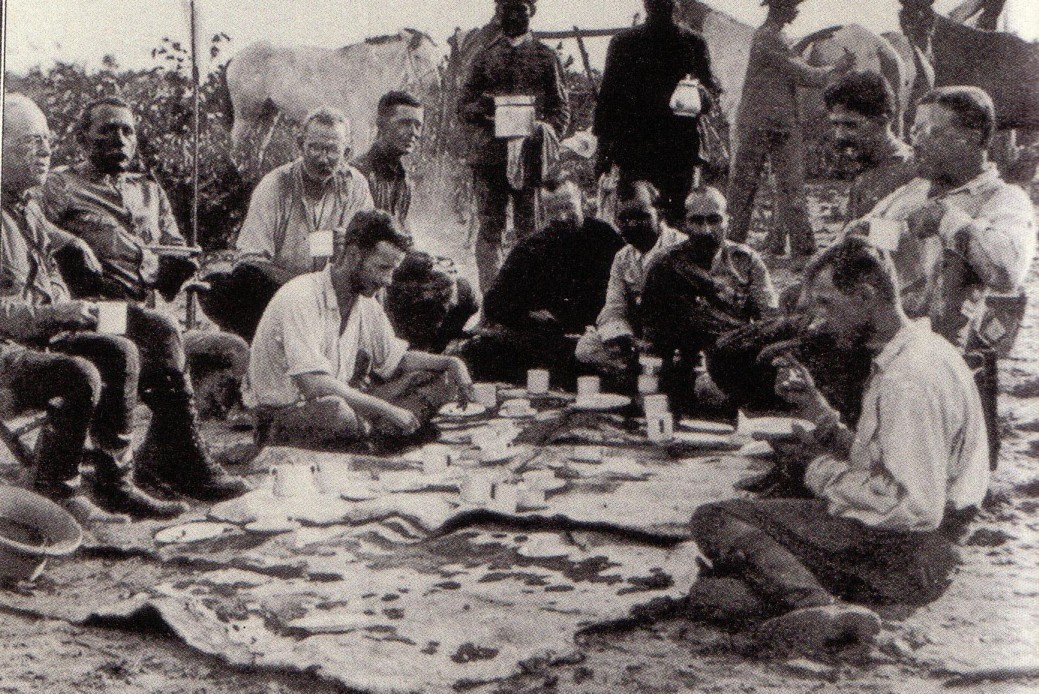
Da esquerda para direita, sentados: Zahm, Rondon, Kermit, Cherrie, Miller, quatro brasileiros, Roosevelt, Fiala. Fotografia de 1914.

A Expedição Científica Rondon-Roosevelt ocorreu entre 1913-1914, visando seguir o curso do rio da Dúvida (depois da expedição denominado rio Roosevelt), a fim de determinar se ele era ou não afluente do Amazonas, e teve como líderes o Marechal Cândido Rondon e Theodore Roosevelt. Rondon encontraria o rio numa expedição anterior para a construção de uma linha telegráfica, porém a Expedição Científica Rondon-Roosevelt foi o primeiro grupo não-indígena conhecido a explorar o longo curso do rio, localizado em áreas remotas da Bacia Amazônica, na Amazônia, Brasil. Parte patrocinada pelo Museu Americano de História Natural, durante a expedição também foram coletadas várias espécies de animais e insetos.
O plano inicial de Roosevelt era viajar para a Argentina e o Brasil, além de fazer um cruzeiro pelo Rio Amazonas, mas a sugestão do governo brasileiro foi que Roosevelt acompanhasse o Marechal Cândido Rondon em uma exploração através do Rio da Dúvida, na selva amazônica. Roosevelt, após a derrota pela Casa Branca, aceitou o desafio. Seu filho Kermit Roosevelt o acompanhou. A expedição iniciou em Cáceres, margem do Rio Paraguai em Mato Grosso, com 15 pessoas. O presidente Roosevelt e Marechal chegaram a matar centenas de onças pintadas (hoje em extinção), pois encaravam a caça a este animal como um prestígio.
Chegaram às margens do rio da Dúvida em 27 de fevereiro de 1914. A partir daí, devido à falta de alimentos, a expedição se dividiu em duas, e enquanto uma continuava pelo rio da Dúvida, a outra seguia pelo rio Madeira. 
As corredeiras do rio constituiram um dos maiores problemas da viagem. A expedição também enfrentou problemas com insetos e doenças como a malária; até mesmo Roosevelt estava com muitas feridas e perto da morte, mas conseguiram abrigo com os seringueiros da região.